# Slotslyngen
Slotslyngen är en skog i Danmark. Den ligger i Region Hovedstaden, i den östra delen av landet. Slotslyngen ligger på ön Bornholm.